# Michela Moioli
Michela Moioli (Alzano Lombardo, 17 de julho de 1995) é uma snowboarder italiana, campeã olímpica de snowboard cross, no Jogos olímpicos de Pyeongchang 2018.

## Biografia
Moioli, ela disputou sua primeira Copa do Mundo com a idade de 17 anos. Participação nos jogos Olímpicos de Sochi, em 2014, chegar à final, mas durante a corrida, sofre uma queda que fez uma ruptura do ligamento cruzado.
Ganhou a medalha de bronze no snowboard cross na Copa do Mundo de Kreischberg de 2015, iria se tornar a primeira italiana a ganhar uma medalha em campeonatos mundiais. No ano seguinte, ela também ganhou a Copa do Mundo para tentar. Nos jogos Olímpicos, em Pyeongchang 2018, a primeira italiana para sempre, formou-se campeã olímpica na frente da francesa Julia Pereira de Sousa-Mabileau e da tcheca Eva Samková.

## Títulos

### Jogos olímpicos
- 1 medalha:
  - 1 de ouro (snowboard cross no Pyeongchang 2018)

### Mundiais
- 2 medalhas:
  - 2 bronzes (snowboard cross no Kreischberg 2015; snowboard cross, em Sierra Nevada de 2017).

### Mundial júnior
- 2 medalhas:
  - 2 bronzes (snowboard cross, em Sierra Nevada de 2012; snowboard cross, em Erzurum de 2013).

### Copa do Mundo
- O vencedor da Copa do Mundo de snowboard cross , em 2016.

#### Copa do mundo - vitórias
| Data                    | Local     | País | Disciplina                          |
| ----------------------- | --------- | ---- | ----------------------------------- |
| 17 de fevereiro de 2013 | Sochi     |      | SBX                                 |
| 8 de dezembro de2013    | Montafon  |      | SBX Team Event com Raffaella Brutto |
| 14 de março de 2015     | Veysonnaz |      | SBX                                 |
| 6 de março de 2016      | Veysonnaz |      | SBX                                 |
| 11 fevereiro de 2017    | Feldberg  |      | SBX                                 |
| 5 de março de 2017      | La Molina |      | SBX                                 |
| 16 de dezembro de 2017  | Montafon  |      | SBX                                 |
| 22 de dezembro de 2017  | Cervinia  |      | SBX                                 |
| 3 de fevereiro de 2018  | Feldberg  |      | SBX                                 |
| 4 de fevereiro 2018     | Feldberg  |      | SBX                                 |

### Copa Europeia
- Melhor posição na classificação no snowboard cross: 2º em 2012.
- 8 pódios (individuais):
  - 3 vitórias;
  - 1 segundo lugar;
  - 4 terceiros lugares;

#### Taça europeia - vitórias
| Data              | Lugar             | País | Disciplina |
| ----------------- | ----------------- | ---- | ---------- |
| Janeiro 30, 2012  | Breuil-Cervinia   |      | SBX        |
| Março 12, 2012    | Grasgehren        |      | SBX        |
| Dezembro 28, 2012 | Cortina d'ampezzo |      | SBX        |

### Campeonato italiano
- 1 medalha:
  - 1 de ouro.